# 西坡镇 (正宁县)
西坡镇，是中华人民共和国甘肃省庆阳市正宁县下辖的一个乡镇级行政单位。
2015年，甘肃省民政厅批复同意撤销西坡乡，设立西坡镇。

## 行政区划
西坡镇下辖以下地区：
宋畔村、五畔村、西坡村、石家湾子村、高红村、柴桥子村、韩坳村、月南村、西坡林场和秦家梁林场。